# Charles-François Brisseau de Mirbel
Charles-François Brisseau de Mirbel (París, 1776 – Champerret, actualment Levallois-Perret, 1854) va ser un polític i botànic francès. Va ser el fundador de la ciència de la citologia.
Als 20 anys va ser ajudant-naturalista al Museu Nacional d'Història Natural de França.
El 1802, Mirbel publicà el seu tractat Traité d'anatomie et de physiologie végétale on va fundar les ciències de la citologia, histologia vegetal i fisiologia vegetal. La seva observació, feta l'any 1809, sobre que cada cèl·lula vegetal està continguda en una membrana contínua, roman com una contribució central a la citologia.
El 1803, Mirbel obtingué el lloc de superintendent dels jardins del Château de Malmaison de Napoleó I. Allà estudià i publicà l'estructura del teixit vegetal i els desenvolupaments dels òrgans vegetals. També hi estudià el gènere Marchantia dels Marchantiophyta. Va obtenir la càtedra de botànica de la Universitat de la Sorbona. El 1815 publicà Eléments de physiologie végétale et de botanique.
Mirbel era amic d'Élie, duc Decazes, ministre de l'Interior, el qual li oferí el lloc de Secretari General. Però quan va caure aquest govern el 1829, va ser la fi de la carrera política de Mirbel però al Jardí de les Plantes, a París, va trobar una càtedra al Museu Nacional d'Història Natural. Mirbel va ser membre forà de la Royal Society el 1837.
El 1823 Mirbel es va casar amb Lizinska Aimée Zoé Rue. El nom del gènere Mirbelia l'honora.

## Algunes obres
- Traité d'anatomie et de physiologie végétale, 1802
- Histoire naturelle, générale et particulière de plantes, 1802-1806
- Exposition de la théorie de l'organisation végétale, 1809
- Éléments de physiologie végétale et de botanique, 1815

## Altres fonts
- Gillispie, Charles Coulston (ed.) (1970) "Mirbel, Charles Francois Brisseau De (1776-1854)" Dictionary of Scientific Biography: Volumes I-XIV Charles Scribner's Sons, New York